# Joe Taylor (Fußballspieler, 1850)
Joseph „Joe“ Taylor (* 16. Dezember 1850 in Dunoon; † 4. Oktober 1888 in Glasgow) war ein schottischer Fußballspieler und -funktionär. Mit dem im Jahr 1867 gegründeten FC Queen’s Park, dem ältesten Fußballverein Schottlands, gewann er in den 1870er Jahren dreimal den schottischen Pokal. Darüber hinaus war er einer der Spieler, im Jahr 1872 das erste offizielle Länderspiel in der Geschichte des Fußballs zwischen Schottland und England bestritten.

## Karriere und Leben

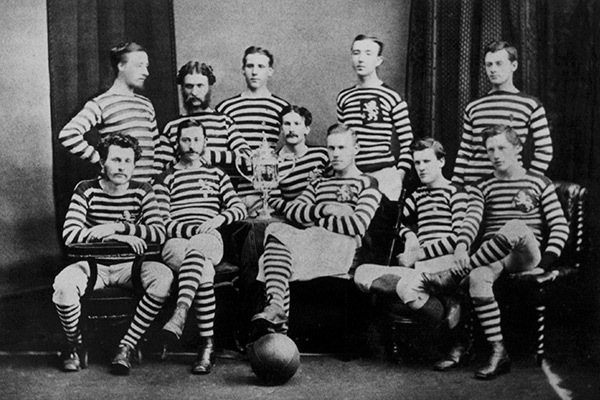
Mannschaft des FC Queen’s Park im Jahr 1874. Taylor sitzend, zweiter von links

Joseph Taylor wurde im Jahr 1850 in Dunoon, Argyll and Bute geboren, wo er sich einen Ruf als Sprinter bei lokalen Sportveranstaltungen erwarb. Er kam wegen der Arbeit nach Glasgow und trat 1870 dem drei Jahre zuvor gegründeten FC Queen’s Park bei. Er etablierte sich bald im Team und spielte bei vielen hochkarätigen Gelegenheiten eine Schlüsselrolle als Außenverteidiger. Mit dem Verein konnte er bei der ersten Austragung des Schottischen Pokals 1873/74 diesen mit der Mannschaft gewinnen. Im folgenden Jahr 1875 wurde der Titel im Hampden Park gegen den FC Renton erfolgreich verteidigt. 1876 wurde der Titel zum dritten Mal in folge gewonnen als das Team der „Spiders“ gegen Third Lanark gewann.
Das erste Länderspiel das Taylor im Jahr 1872 absolvierte, war außerdem das erste der schottischen Fußballnationalmannschaft und das erste offizielle Länderspiel in der Geschichte des Fußballs. Das Spiel zwischen Schottland und England wurde am 30. November 1872 auf dem Hamilton Crescent im heutigen Glasgower Stadtteil Partick ausgetragen. Das Spiel, welches rund 3000 Zuschauer sahen, endete mit 0:0. Die schottische Mannschaft bestand ausschließlich aus Spielern des FC Queen’s Park. Weitere Länderspiele folgten für Taylor bis zum Jahr 1876.
Nach seinem Karriereende war er von 1877 bis 1879 Vereinspräsident von Queen’s Park. Er arbeitete als Angestellter für einen Getränkereigroßhändler, bis es 1885 erste Anzeichen von Tuberkulose gab. Er ging für sechs Monate nach Neuseeland, um zu versuchen, seine Lungen mit Seeluft zu reinigen, was eine Zeit lang funktionierte.
Joseph Taylor starb am 4. Oktober 1888 nach langer Krankheit. Er wurde auf dem Cathcart Cemetery in East Renfrewshire beerdigt. Er war 37 Jahre alt und hinterließ eine Witwe und vier Kinder. Im Januar 1889 wurde ein Benefizspiel zwischen Queen’s Park und Third Lanark zugunsten der Familie des verstorbenen Taylor ausgetragen.

## Erfolge
mit dem FC Queen’s Park:
- Schottischer Pokalsieger: 1874, 1875, 1876